# Pic de Creussans
Le pic de Creussans, ou pic de Caraussans, est un sommet des Pyrénées culminant à une altitude de 2 682 mètres ou 2 709 m à la frontière entre la paroisse d'Ordino en Andorre et le département de l'Ariège en France.

## Toponymie
Pic a le même sens en catalan qu'en français et désigne un sommet pointu par opposition aux tossa et bony fréquemment retrouvés dans la toponymie andorrane et qui correspondent à des sommets plus « arrondis ».
Creussans (orthographe reconnue par la nomenclature des toponymes d'Andorre) peut provenir de carant significant « chute d'eau » ou « torrent rapide » retrouvé dans d'autres toponymes catalans. La forme Caraussans, plus proche de cette origine, est d'ailleurs usitée côté ariégeois,.

## Géographie

### Topographie
Culminant à 2 682 mètres selon la cartographie andorrane ou 2 709 m selon la cartographie française, le pic de Creussans est un sommet situé sur la frontière franco-andorrane à cheval entre la paroisse d'Ordino et le département de l'Ariège. Il surplombe d'ailleurs le port de Creussans, situé immédiatement à l'est du pic, voie de passage naturelle entre les deux pays. Ce dernier, moins important que le port de Siguer, était néanmoins utilisé pour le transit du bétail entre la vallée de la Valira del Nord et la vallée de Siguer.
Sur le flanc sud du pic se trouve l'estany de Creussans ainsi que l'une des pistes de la station d'Ordino Arcalís. Au nord s'étalent de petits lacs de montagne parmi lesquels l'étang de Caraussans. La crête est se prolonge vers le cirque glaciaire de Tristaina.

### Géologie
Le pic de Caraussans est situé sur la chaîne axiale primaire des Pyrénées formée de roches du Paléozoïque. Comme dans tout le nord-ouest de la principauté, les roches datent plus précisément du Cambrien et de l'Ordovicien et sont de nature métamorphique (schiste et micaschiste selon le degré de métamorphisme),,.

## Voies d'accès
La voie d'accès la plus aisée est de prendre le télésiège vers le port de Creussans depuis la station d'Ordino Arcalís et de rejoindre le pic par la ligne de crête.